# Rastede
Rastede (/rasˈteːdə/, auch /raʃˈteːdə/; niederdeutsch Raastäe/Raas) ist eine Gemeinde im Landkreis Ammerland im Nordwesten von Niedersachsen, und liegt etwa 12 Kilometer nördlich von Oldenburg. Die Entfernung zur Nordsee beträgt rund 25 Kilometer. Rastede gehört zur Region Weser-Ems. Seit 2011 ist Rastede als Ausflugsort staatlich anerkannt.

## Etymologie, Namensvarianten
Etymologisch kennzeichnet „Rode“, „rod(a)“ oder „roth“  einen Rodungsnamen, „Stede“ oder „stedi“ bedeutet Stätte.
Historischen Namensvarianten sind Rastede (1059), Radestad (1123), Radestad (1158), Radestad (1190), Rarstad (1202), Rastede (1237), Rastede (1290), Radstede (1407), Rastede (1420), Radstede (1424), Rastede (1458), Rastede (1630).

## Wappen und Flagge

Das Gemeindewappen zeigt auf gelbem (goldenem) Schildgrund oben einen schreitenden roten Löwen, darunter zwei rote Zickzackbalken, die Ammerländischen Blutbalken.
Die Farben der Flagge sind blau-rot; sie zeigt als Symbol das Wappen.

## Geografie
Rastede liegt am Ostrand der Oldenburger Geest, die auf dem Gemeindegebiet in die Wesermarsch übergeht.

### Gemeindegliederung

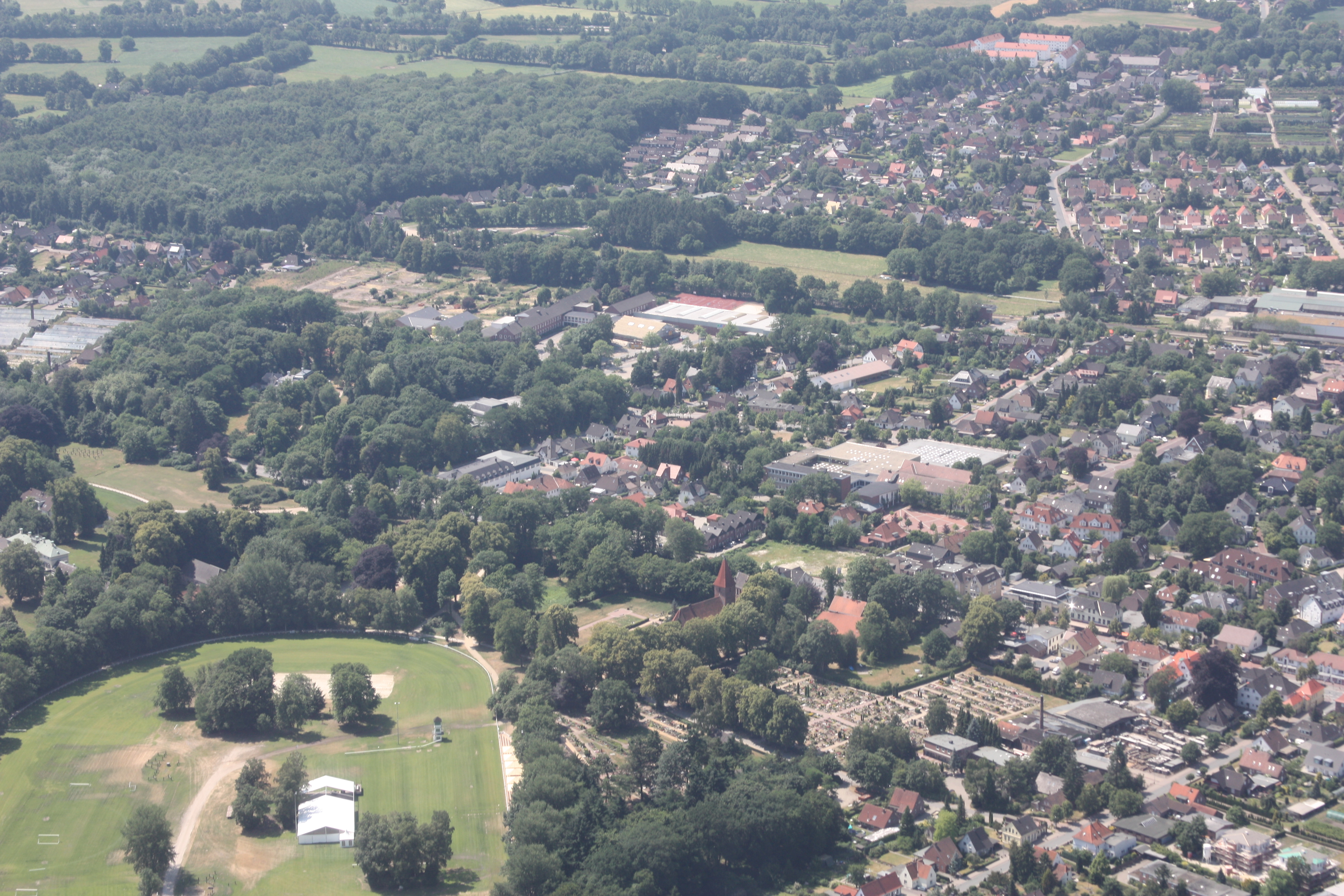
Rastede aus der Luft; der Schlosspark liegt unten links, das Schloss Rastede am linken Bildrand

Zur Gemeinde Rastede gehören die folgenden 27 Ortsteile:
| Tabelle Ortsteile: | Tabelle Ortsteile: | Tabelle Ortsteile: | Tabelle Ortsteile: |
| ------------------ | ------------------ | ------------------ | ------------------ |
| Rastede I          | Rastede II         | Leuchtenburg       | Hostemost          |
| Südende I          | Südende II         | Kleibrok           | Delfshausen        |
| Kleinenfelde       | Neusüdende I       | Neusüdende II      | Hankhausen I       |
| Hankhausen II      | Loy                | Lehmdermoor        | Barghorn           |
| Wahnbek            | Ipwege             | Ipwegermoor        | Hahn               |
| Lehmden            | Nethen             | Bekhausen          | Wapeldorf          |
| Heubült            | Rastederberg       | Liethe             |                    |

### Nachbargemeinden
Nachbargemeinden sind Wiefelstede (Landkreis Ammerland) im Westen, Varel (Landkreis Friesland) im Norden, Jade (Landkreis Wesermarsch) im Nordosten, etwas östlicher Ovelgönne (Landkreis Wesermarsch), Elsfleth (Landkreis Wesermarsch) im Südosten und die kreisfreie Stadt Oldenburg im Süden.
|  |                    | Varel (20 km)            |              |  |  |                   |
|  |                    |                          | Jade (15 km) |  |  | Ovelgönne (26 km) |
|  | Wiefelstede (8 km) | Windrose                 |              |  |  | Elsfleth (25 km)  |
|  |                    |                          |              |  |  |                   |
|  |                    |                          |              |  |  |                   |
|  |                    | Oldenburg (Oldb) (16 km) |              |  |  |                   |

Die Entfernungsangaben sind ungefähre Angaben und beziehen sich auf die Entfernung bis zum Orts-/Stadtzentrum.

### Flächennutzung
| Nutzung                 | Fläche in ha |
| ----------------------- | ------------ |
| Gebäude- und Freifläche | 1.308,44     |
| Erholungsfläche         | 168,00       |
| Verkehrsfläche          | 679,63       |
| Waldfläche              | 1.421,50     |
| Wasserfläche            | 207,89       |
| Landwirtschaftsfläche   | 8.464,78     |
| Betriebsfläche          | 32,88        |
| Flächen anderer Nutzung | 23,31        |
| Gesamtfläche            | 12.306,43    |

Die Flächennutzungstabelle rechts zeigt den hohen Anteil der Landwirtschaftsflächen an der Gesamtfläche Rastedes. Mit knapp 70 Prozent übertrifft Rastede deutlich den bundesdeutschen Durchschnitt von 52 Prozent. Grund hierfür sind vor allem die weiten, sehr dünn besiedelten Niederungsgebiete im Norden und Osten der Gemeinde, die vorwiegend als Grünland genutzt werden. Die Wohn- und Gewerbegebiete konzentrieren sich dagegen entlang der Hauptverkehrsachsen auf dem höher gelegenen Geestrücken, der ungefähr in nord-südlicher Richtung verläuft.

## Geschichte

### Mittelalter
Die Geschichte des Ortes Rastede beginnt im Hochmittelalter 1059 mit der Kirchengründung durch Graf Huno von Rustringen. Das Stiftungsdatum der St.-Ulrichs-Kirche gilt als das Gründungsdatum Rastedes, da es die erste urkundliche Erwähnung der Gemeinde und vieler zu ihr gehörender Siedlungen und Einzelhöfe ist. Im Jahr 1091 wurde nur wenige Hundert Meter von der Kirche entfernt ein Benediktiner-Kloster gegründet. Fünf Jahre später erhielt dieses Kloster eine Klosterkirche. Rastede hatte in dieser Zeit eine herausragende Stellung in der Region. Diese Stellung basierte einerseits auf der religiösen bzw. kirchenpolitischen Stellung, andererseits auf den verkehrstechnischen und geologischen Gegebenheiten.
Das Kloster Rastede wurde von seinem Stifter reich mit Besitztümern beschenkt. So verfügte es nicht nur über Ländereien in und um Rastede, sondern auch über große Flächen in ganz Norddeutschland und Westfalen. Durch den zu zahlenden Zehnt und die daraus resultierende materielle Unabhängigkeit wurde das Kloster Rastede schnell zu einem geistigen Zentrum in Norddeutschland. Eine günstige Verkehrsanbindung verhalf dem Ort zu weiterem wirtschaftlichen Aufschwung. Rastede lag an der Friesischen Heerstraße, einem strategisch wichtigen Militär- und Handelsweg zwischen Bremen und Friesland. Der Rasteder-Wiefelsteder Geestrücken war für die Anlage einer Straße, anders als das Marschland, besonders geeignet.
Das Kloster wurde zum Hauskloster der Grafen von Oldenburg, die teilweise auch in Rastede wohnten und sich entsprechend in klösterliche Angelegenheiten einmischten. Das hatte negative Folgen für die Mönche und für die Entwicklung des Ortes. So lebte der berüchtigte Raubgraf Gerd der Mutige im Kloster und ließ es 1476 sogar zu einer Festung ausbauen. Die Bauern litten unter den Raubzügen des Grafen. Gerds Opfer kamen, von Rachedurst getrieben, nach Rastede, um die umliegenden Höfe zu plündern und zu brandschatzen. Als Folge der ständigen Einbeziehung in kriegerische Handlungen und der stetig steigenden Abgabenlast wanderten viele Bauern zu dieser Zeit aus dem Herrschaftsgebiet aus.

### Von der Grafschaft bis zur Revolution
Mit der Reformation im Oldenburger Land verlor auch das Kloster seine geistliche Grundlage. Die Oldenburger Grafen zahlten die verbliebenen Mönche aus und nahmen das Kloster in Besitz. Der erste gräfliche Bewohner der Anlage, Christoph von Oldenburg, ließ 1565 in Rastede die erste Volksschule der Region errichten. In der ersten Hälfte des 17. Jahrhunderts baute Graf Anton Günther die säkularisierte Anlage zu seiner gräflichen Sommerresidenz mit Jagdschloss und Pferdeställen um.
Nach dem Tode Anton Günthers im Jahr 1667 fielen die Grafschaften Oldenburg und Delmenhorst aufgrund verwandtschaftlicher Beziehungen an das dänische Königshaus. Die stiefmütterliche Behandlung des Landes Oldenburg durch Dänemark ließ letztlich auch das Schloss verfallen und sorgte für wirtschaftliche Stagnation in Rastede.
Nach einem viertägigen Zwischenspiel 1773, in dem Rastede zum russischen Zarenreich gehörte, erlangte das inzwischen zum Herzogtum erhobene Oldenburg wieder seine Selbständigkeit (siehe: Vertrag von Zarskoje Selo). Im Jahr 1777 erwarb Herzog Peter Friedrich Ludwig das Schloss zurück und ließ es ausbauen, nachdem es unter der dänischen Herrschaft bereits in bürgerlichen Besitz verkauft worden war. Mit der Novemberrevolution 1918 wurde auch in Oldenburg die Monarchie abgeschafft. Großherzog Friedrich August zog sich aus den Regierungsgeschäften zurück und machte seine Sommerresidenz in Rastede zu seinem ständigen Wohnsitz. Rastede blieb bis zu dessen Abschaffung ein Teil des Freistaates Oldenburg. Die Gemeinde Rastede und ihre Bürger sind auch heute noch eng mit dem Hause Oldenburg verbunden.

### Aufstieg des Bürgertums
Nach der Annexion 1810 des Herzogtums Oldenburg durch Napoleon gehörte Rastede bis 1814 zum französischen Kaiserreich. Die Mairien Rastede und Wiefelstede bildeten den Kanton Rastede, der sich im Arrondissement Oldenburg und im Département des Bouches du Weser  befand. Im Zuge der Neuordnung nach dem Sturz Napoleons setzte man das Amt Rastede aus den Gemeinden Wiefelstede, Rastede, Jade und Schweiburg zusammen. 1840 wurden diese drei Siedlungen zum heutigen Ort zusammengefasst und durch eine breite Allee miteinander verbunden. Um die Wende vom 19. zum 20. Jahrhundert entstanden viele der sogenannten Oldenburger Hundehütten, ein populärer Haustyp des bürgerlichen Wohnens, die noch heute das Ortsbild zu großen Teilen prägen.
1867 baute die Großherzogliche Oldenburgische Eisenbahn eine Bahnstrecke von Bremen über Oldenburg und Rastede ins preußische Wilhelmshaven, was zu einem wirtschaftlichen Aufschwung führte. Zur Jahrhundertwende fertigte der Rasteder Bahnhof über 100.000 Reisende im Jahr ab.
1868 wurden die beiden nördlichen Gemeinden Jade und Schweiburg dem Amt Varel und die beiden Ammerländer Gemeinden Rastede und Wiefelstede dem Amt Oldenburg zugeordnet.
Nach der nationalsozialistischen Machtergreifung 1933 wurde die Gemeinde Rastede um die Ortsteile Wahnbek und Ipwege erweitert und an das Amt Ammerland angegliedert, den späteren Landkreis Ammerland. Durch den Verlust seiner Eigenständigkeit wurde Rastede in seiner Bedeutung zurückgesetzt.

### Nach dem Zweiten Weltkrieg
Rastede wurde 1946 ein Teil des neuen gegründeten Bundeslandes Niedersachsen.
Trotz der militärisch bedeutenden Eisenbahnlinie und des zum Rüstungsbetrieb ausgebauten Brötje-Werks wurde Rastede mit nur 3 % verhältnismäßig wenig zerstört. Insgesamt fielen 652 Soldaten aus der Gemeinde, 282 Soldaten wurden vermisst. Zu einem deutlichen Bevölkerungswachstum kam es durch den Zuzug von Flüchtlingen und Vertriebenen aus den Ostgebieten sowie von Personen, die durch die Bombardierungen der Städte ihre Wohnung verloren hatten. Innerhalb kurzer Zeit wuchs die Einwohnerzahl von 8.800 auf 15.000 an, und es entstanden am Ortsrand neue Siedlungen mit Reihenhäusern und Wohnblöcken.
1949 wurde im Schlosspark ein Turnierplatz für den Pferdesport errichtet. Dort fand 1950 als erste Veranstaltung zum ersten Mal das 2. Oldenburger Landesturnier statt. 1959 wurde anlässlich der 900-Jahr-Feier das neue Rathaus  eingeweiht.

### Einwohnerentwicklung

Einwohnerentwicklung von Rastede von 1910 bis 2017 nach nebenstehender Tabelle

| Jahr | Einwohner |
| ---- | --------- |
| 1910 | 6.463     |
| 1939 | 8.793     |
| 1950 | 14.435    |
| 1961 | 14.235    |
| 1970 | 16.559    |
| 1998 | 19.929    |
| 1999 | 20.029    |
| 2000 | 20.008    |

| Jahr | Einwohner |
| ---- | --------- |
| 2001 | 19.876    |
| 2002 | 20.035    |
| 2003 | 20.039    |
| 2004 | 20.145    |
| 2005 | 20.161    |
| 2006 | 20.522    |
| 2007 | 20.613    |
| 2008 | 20.698    |

| Jahr | Einwohner |
| ---- | --------- |
| 2009 | 20.667    |
| 2010 | 20.769    |
| 2011 | 20.953    |
| 2012 | 21.059    |
| 2013 | 21.121    |
| 2014 | 21.447    |
| 2015 | 21.796    |
| 2016 | 22.207    |

| Jahr | Einwohner |
| ---- | --------- |
| 2017 | 22.401    |
| 2018 | 22.531    |
| 2019 | 22.708    |
| 2020 | 22.743    |
| 2021 | 22.802    |

## Religionen

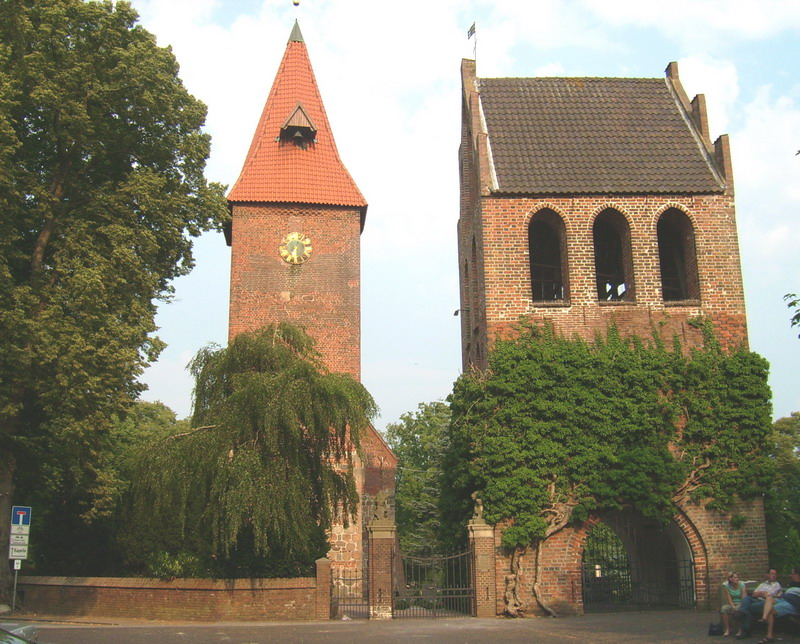
Die St.-Ulrichs-Kirche zu Rastede

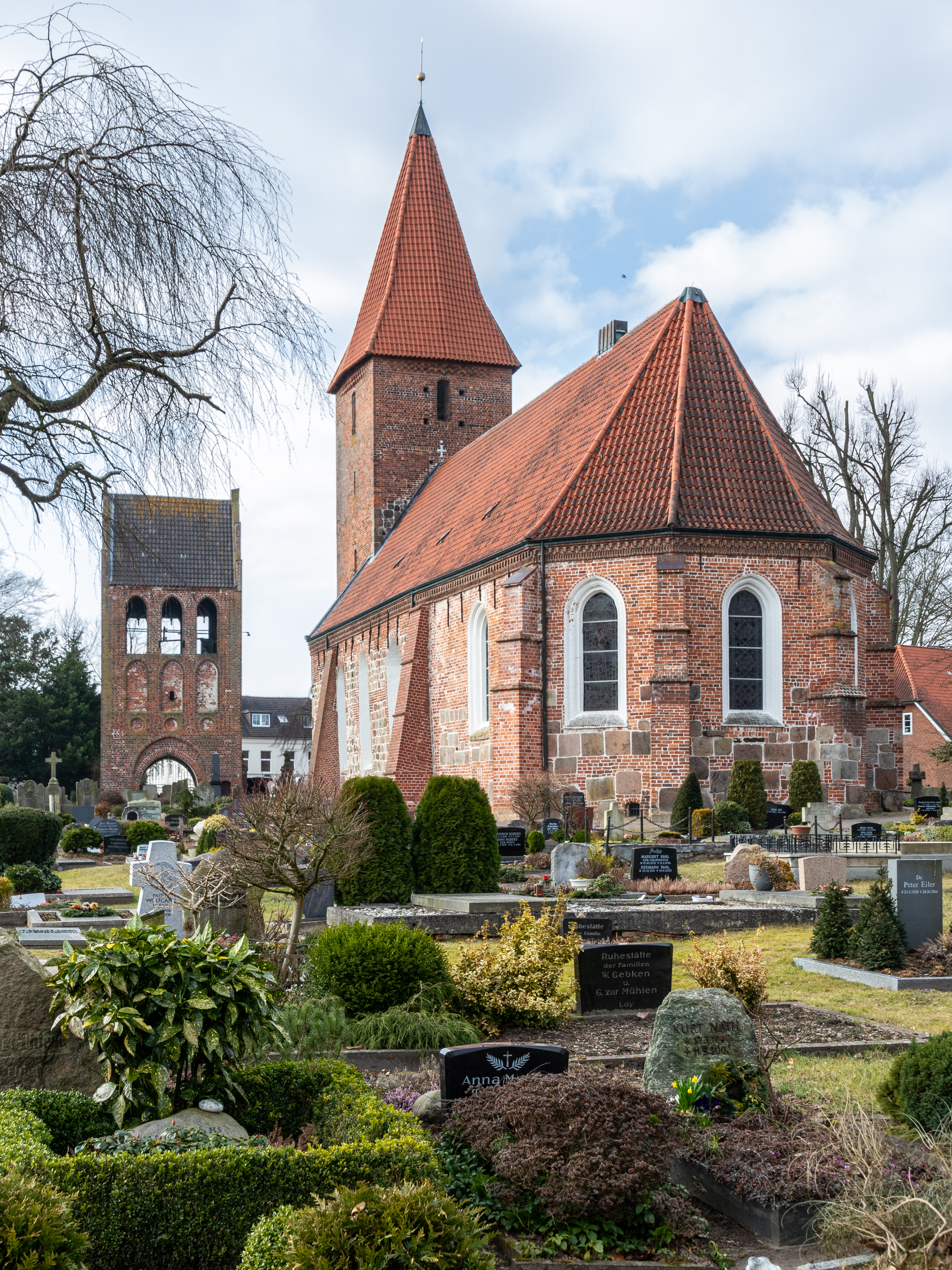
St. Ulrich mit Friedhof

Die Einwohner der Gemeinde Rastede gehören mit rund 60 % mehrheitlich der evangelisch-lutherischen Konfession an. Weiterhin gibt es eine katholische Kirche und eine neuapostolische Gemeinde.
Die evangelisch-lutherische Kirchengemeinde Rastede ist mit dem Gebiet der politischen Gemeinde Rastede identisch. Sie ist in der Gemeinde an drei Standorten vertreten. Die am 11. September 1059 gestiftete St.-Ulrichs-Kirche im Stadtzentrum ist die älteste Kirche von Rastede. Diese Saalkirche mit Krypta hat eine Länge von 26,5 Meter und eine Breite von 9,5 Metern. Der freistehende Glockenturm der Kirche steht an der südwestlichen Seite der Kirche. Der Gottesdienst an der St.-Ulrichs-Kirche wird seit 1524 in lutherischer Tradition durchgeführt. Erster evangelischer Prediger der Gemeinde war Oltmann Kröger. Die Kirchengemeinde ist in die vier Pfarrbezirke Mitte, Ost, Süd und Nordwest unterteilt. Direkt neben der St.-Ulrichs-Kirche stehen am Denkmalsplatz das Gemeindebüro und das Gemeindehaus. Weitere Kirchen sind die St.-Johannes-Kirche von 1956 im Ortsteil Hahn-Lehmden sowie die Willehad-Kirche von 1958 im Ortsteil Wahnbek.
Die katholische Kirche St. Marien im Stadtzentrum von Rastede wurde 1950 gebaut, als die Zahl der Katholiken in die Gemeinde Rastede nach dem Zweiten Weltkrieg durch den Zuzug von Heimatvertriebenen aus Schlesien zunahm. Ab 1946 war daher ein katholischer Seelsorger in Rastede tätig. Ab 1948 gehörte der Seelsorgebezirk Rastede zur Mutterkirche St. Peter in Oldenburg und war ab 1987 eine eigenständige Pfarrei. Seit dem 21. Februar 2008 gehört die Kirche St. Marien zur neuen Pfarrei St. Vinzenz Pallotti, in der die bisherigen selbstständigen Kirchengemeinden von Bad Zwischenahn (St. Marien), Edewecht (St. Vinzenz) und Rastede (St. Marien) zusammengefasst wurden.
Die am 16. Dezember 1992 eingeweihte Kirche der neuapostolischen Kirchengemeinde Rastede steht an der Goethestraße im Rasteder Ortsteil Kleinenfelde. Die Kirchengemeinde wurde am 8. Mai 1932 gegründet und hat heute rund 120 Mitglieder.

## Politik

### Gemeinderat
Der Rat der Gemeinde Rastede hat 34 Mitglieder, die durch eine Kommunalwahl für jeweils fünf Jahre gewählt sind. Die laufende Amtszeit begann am 1. November 2021 und endet am 31. Oktober 2026. Stimmberechtigt im Gemeinderat ist außerdem der hauptamtliche Bürgermeister.
Die letzte Kommunalwahl am 12. September 2021 ergab das vorläufige Ergebnis:
- Linke: 1
- SPD: 11
- Grüne: 5
- FDP: 3
- WGR: 2
- CDU: 12

| Partei                                      | 2021              | 2021              | 2021              |                   | 2016              | 2016              | 2016 |
| Partei                                      | %                 | Stimmen           | Sitze             | %                 | Stimmen           | Sitze             |      |
| ------------------------------------------- | ----------------- | ----------------- | ----------------- | ----------------- | ----------------- | ----------------- | ---- |
| Christlich Demokratische Union Deutschlands | 35,0              | 11.659            | 12                | 39,6              | 12.272            | 13                |      |
| Sozialdemokratische Partei Deutschlands     | 31,5              | 10.510            | 11                | 31,6              | 9.800             | 11                |      |
| Bündnis 90/Die Grünen                       | 15,8              | 5.263             | 5                 | 13,5              | 4.199             | 5                 |      |
| Freie Demokratische Partei                  | 7,1               | 2.378             | 3                 | 3,3               | 983               | 1                 |      |
| UWG                                         | 6,6               | 2.182             | 2                 | 5,8               | 1.813             | 2                 |      |
| Die Linke                                   | 3,1               | 1.022             | 1                 | 3,2               | 980               | 1                 |      |
| Freie Fraktion Rastede                      | 1,0               | 324               | 0                 | 2,0               | 626               | 1                 |      |
| Wahlbeteiligung                             | 62,71 %           | 62,71 %           | 62,71 %           | 59,79 %           | 59,79 %           | 59,79 %           |      |
| Wahlbeteiligung                             | 11.403 von 18.381 | 11.403 von 18.381 | 11.403 von 18.381 | 10.688 von 17.875 | 10.688 von 17.875 | 10.688 von 17.875 |      |

### Bürgermeister
In der Bürgermeisterstichwahl am 16. Juni 2019 konnte sich Lars Krause (SPD) mit 59,43 % der Stimmen gegenüber seinem Kontrahenten Alexander von Essen (CDU) mit 40,57 % durchsetzen. Lars Krause übernahm am 1. November 2019 das Amt des Bürgermeisters der Gemeinde Rastede. Zuvor war Dieter von Essen (CDU) zwischen November 2011 und Oktober 2019 Bürgermeister. Auf der konstituierenden Ratssitzung im November 2021 wurden Kai Küpperbusch (CDU) und Horst Segebade (SPD) zu stellvertretenden Bürgermeistern gewählt.

### Städtepartnerschaft
Seit dem 7. Mai 2022 unterhält Rastede mit der Stadt  Dobrzyca, Polen eine Städtepartnerschaft. Der Ratsbeschluss erfolgte bereits am 20. April 2020.

## Kultur und Sehenswürdigkeiten

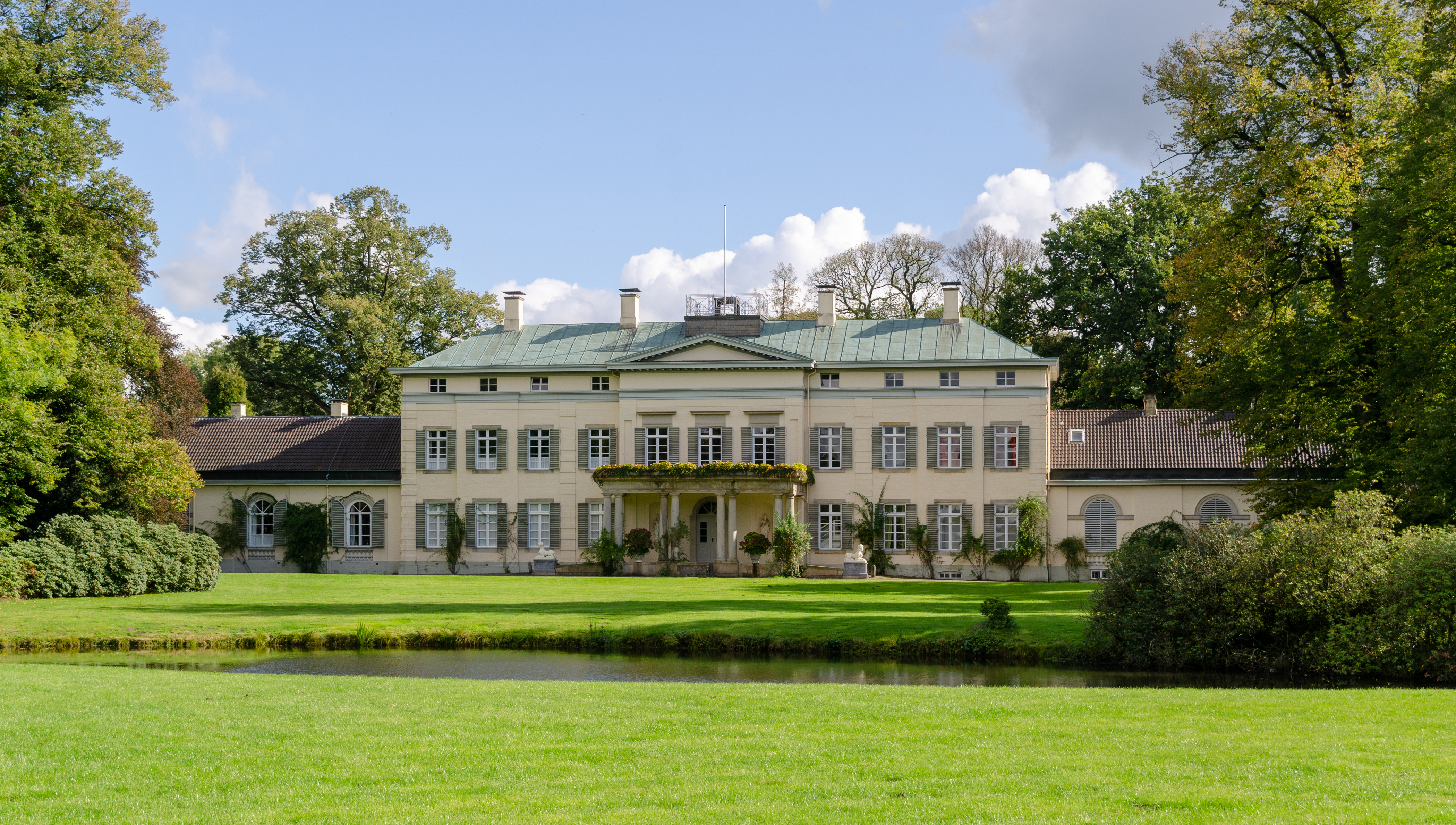
Schloss Rastede

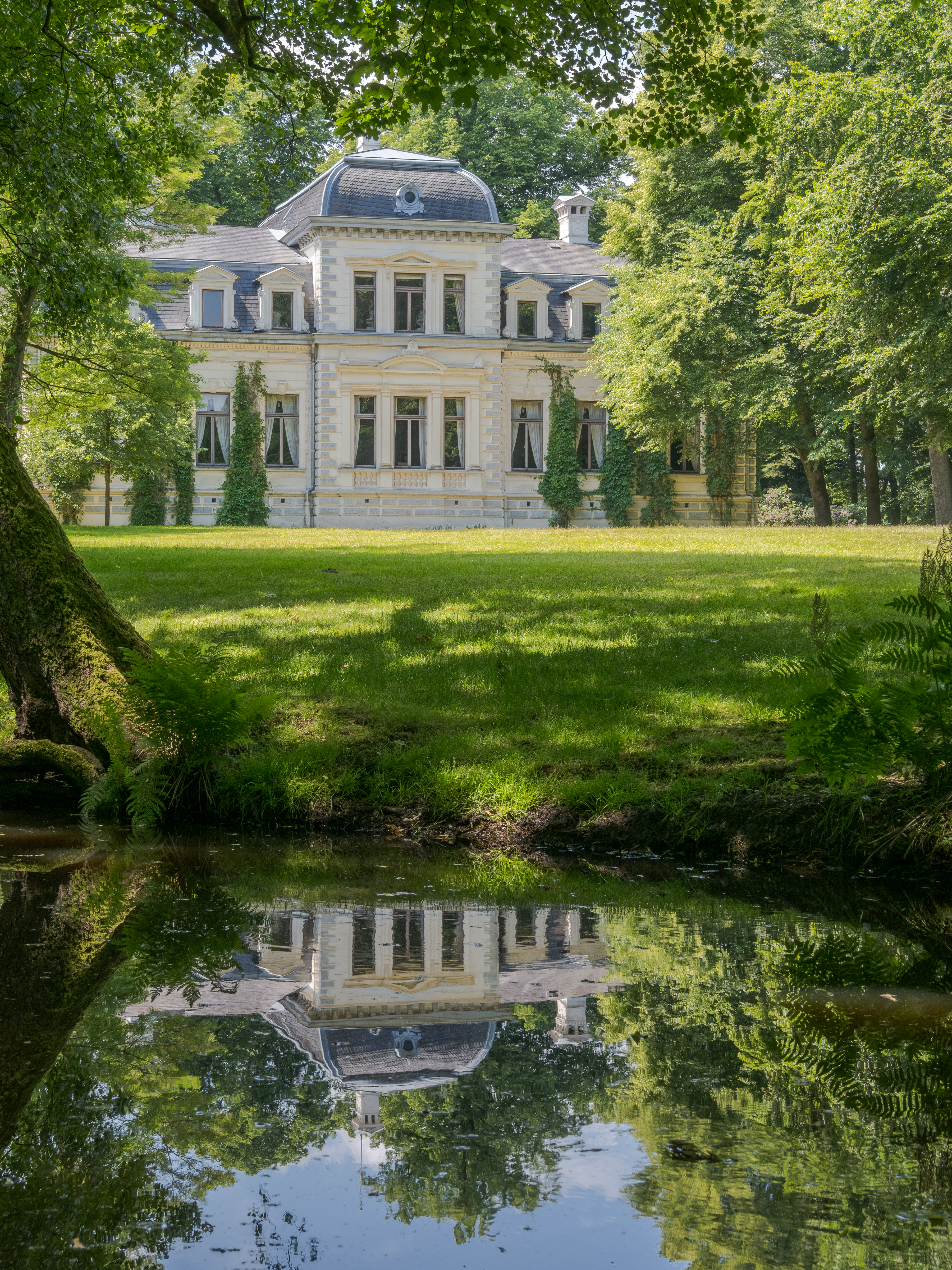
Erbprinzenpalais mit Park

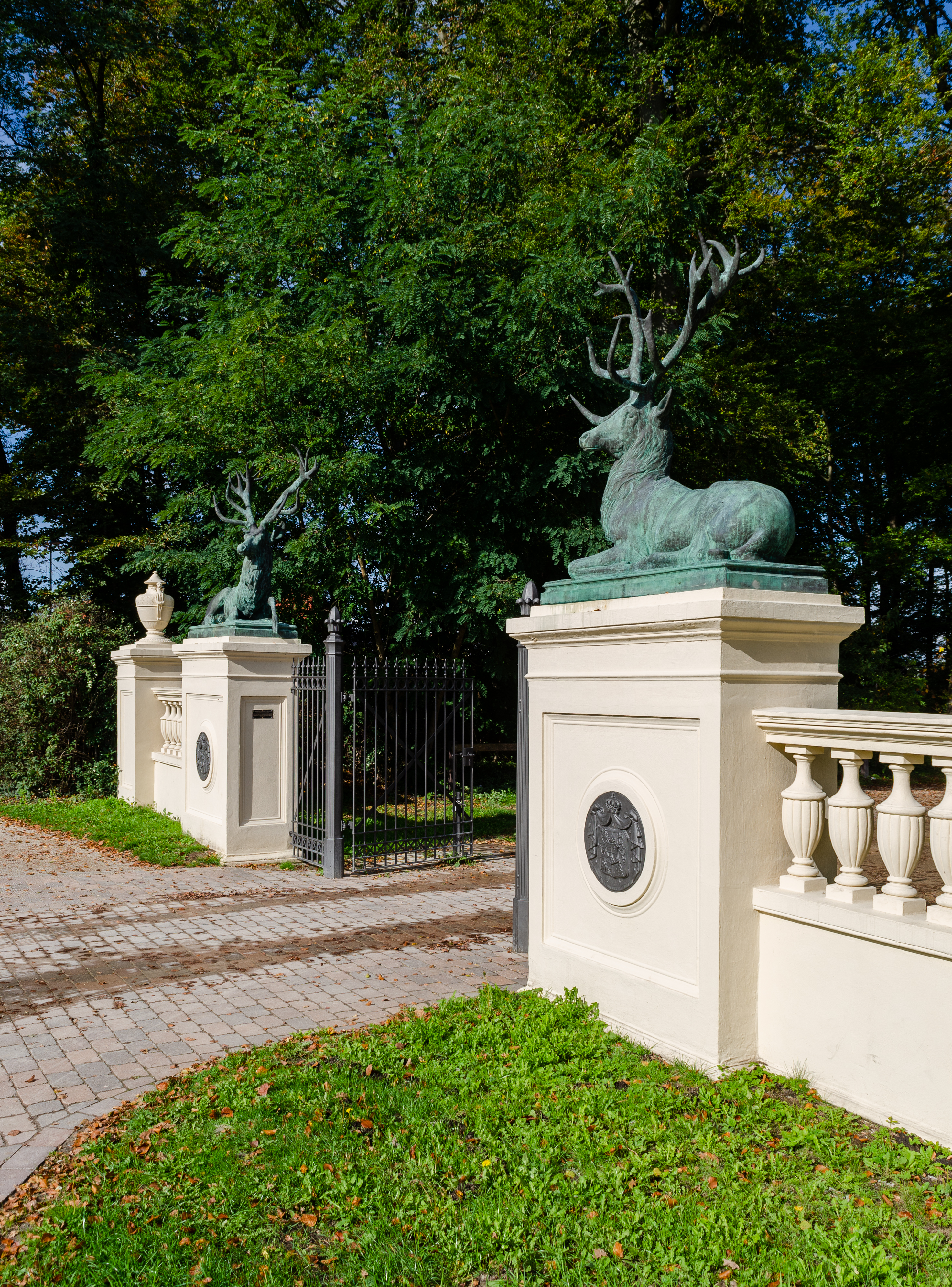
Hirschtor zum Schlosspark

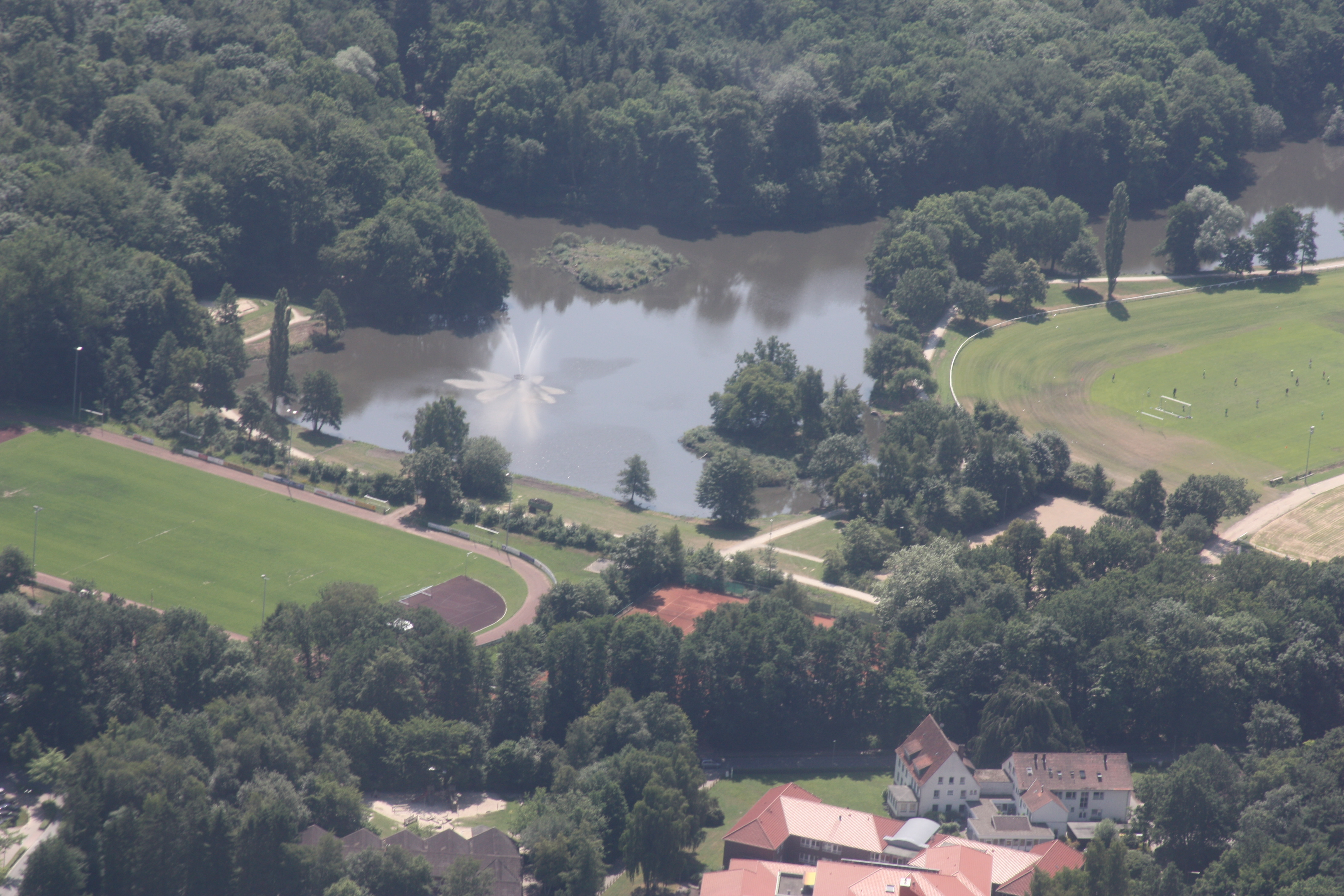
Ellernteich

Der Landkreis Ammerland hat in der Gemeinde Rastede 23 Objekte (überwiegend Bäume) als Naturdenkmale ausgewiesen.

### Sehenswürdigkeiten und Bauwerke
- Erbprinzenpalais/Palais Rastede (Kulturzentrum)
- Schloss Rastede mit Schlosspark
- Begehbare Arkadenspirale „950 Jahre Rastede“ (am Ellernteich)
- Gedenkstätte „Polnische Kindergräber“ auf dem Friedhof Rastede[11]
- Gutshöfe in den Ortsteilen Loy, Wahnbek, Nethen und Hahn
- Haus Osterberg (Niedersächsische Akademie für Brand- und Katastrophenschutz – Standort Loy)
- Historisches Bauernmuseum „Jan Pastor sin Hus“
- Ipweger Moor mit Naturschutzgebieten
- Klostermühle (Wassermühle)
- Kögel-Wilms-Kräutergarten (am Kögel-Willms-Haus)
- Kriegsgefallenen-Denkmäler (in allen Ortsteilen)
- Mahnmal „Displaced Persons“ am ehemaligen Lager Hahn (Kunstpfad Ammerland), Skulptur von Jochen Kusber
- „Oldenburger Hundehütten“ und zahlreiche weitere Stadtvillen (Zentrum)
- „Rasteder Zugpferde“ am Turnierplatz, Skulptur von Erwin Rodenberg und Hermine Meyer
- St.-Johannes-Kirche mit Campanile aus einer Stahlkonstruktion, erbaut 1956; Architekt: Georg Langmaack
- St.-Marien-Kirche, Saalkirche, erbaut 1950; mit diversen Spolien aus dem ehemaligen Benediktinerkloster Rastede
- St.-Ulrichs-Kirche
- Willehad-Kirche, schlichte Saalkirche aus dem Jahr 1958

### Regelmäßige Veranstaltungen
- Neujahrskonzert des KKR, Januar
- „Lions & Friends | MUSIK.SHOW.FESTIVAL.“, am Wochenende vor Ostern
- Frühjahrsmarkt, April
- Vintage Race Days, Mai
- Mittelalterlich Phantasie Spectaculum, historischer Markt und Ritterturniere, im Mai
- Internationale Rasteder Musiktage, erstes Wochenende im Juli
- Oldenburger Landesturnier, im Juli
- Internationales Grasbahnrennen, am 2. Augustwochenende
- Old- u. Youngtimertreffen, August
- Ellernfest, am 2. Septemberwochenende
- Herbstmarkt, am 3. Wochenende im Oktober
- Lichternacht, November
- Weihnachtsdorf, Dezember

## Wirtschaft und Infrastruktur

### Verkehr

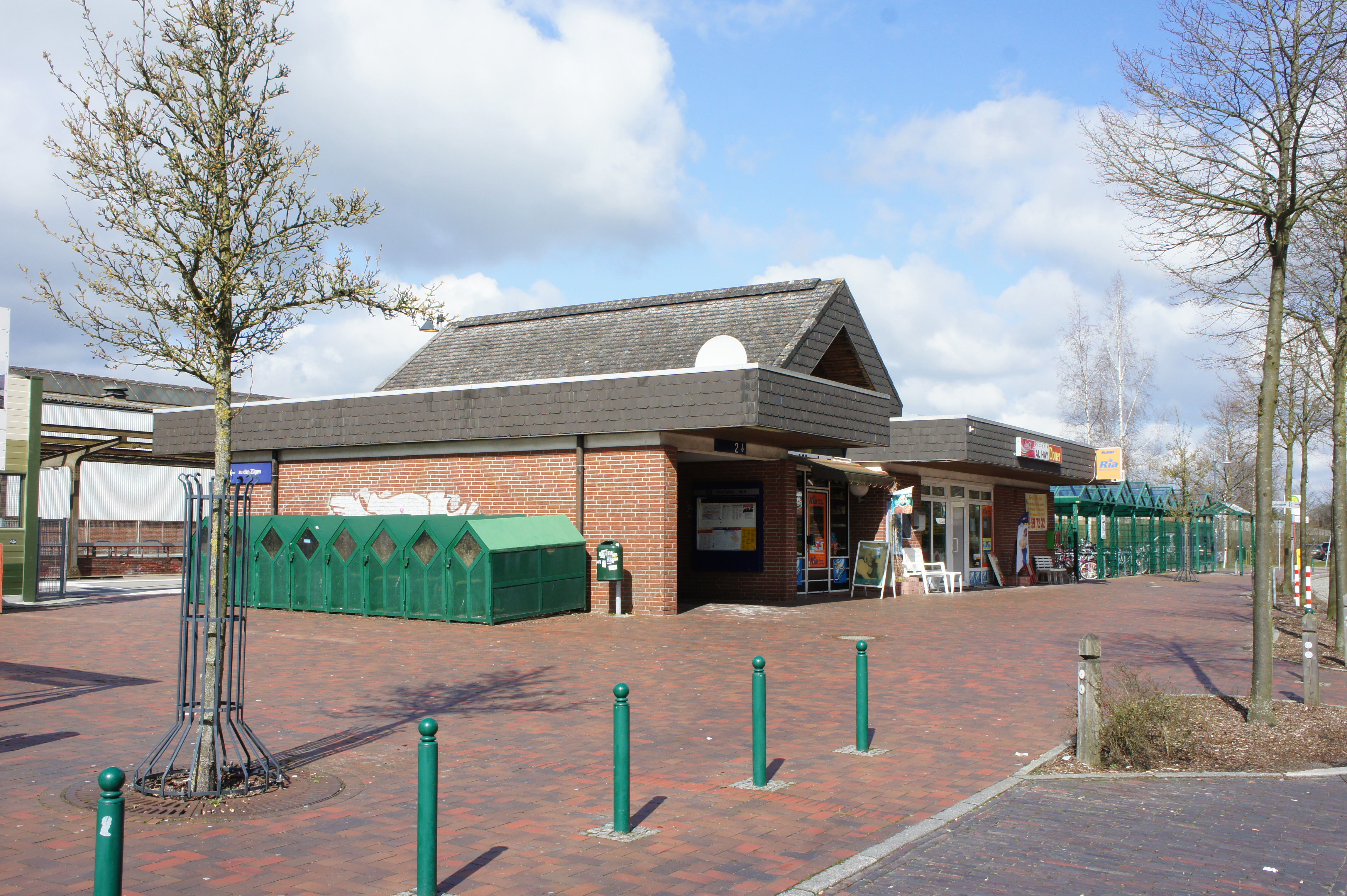
Bahnhof Rastede

#### Schienenverbindungen
Der Bahnhof Rastede liegt an der Strecke Wilhelmshaven–Oldenburg. Die Linie RE 18 fährt von Wilhelmshaven über Sande, Oldenburg und Cloppenburg nach Osnabrück. Die Linie wird von der NordWestBahn betrieben.

#### Straßenverbindungen
Die Bundesautobahn A 29 führt in Nord-Süd-Richtung durch die Gemeinde. Rastede sowie die Orte Hahn-Lehmden und Wapeldorf im Norden besitzen einen eigenen Autobahnzubringer. Durch eine Zufahrt zum Autobahnkreuz Oldenburg-Nord (das auf Rasteder Gebiet liegt) haben die Orte Loy und Wahnbek ebenfalls eine Anbindung an das Autobahnnetz. Vom oben besagten Autobahnkreuz zweigt auch die A 293 ab, welche noch ein kleines Stück auf Rasteder Boden und dann auf Oldenburger Territorium bis zum Dreieck Oldenburg-West verläuft.
Die geplante A 20 soll in ihrer südlichsten Trassenvariante nördlich des Ortskerns verlaufen.
Durch den Ort Rastede verläuft die Kreisstraße K 131.

### Medien
- Rasteder Archivbote, Hrsg.: Rasteder Gemeindearchiv; Oldenburg, Isensee-Verlag
- Nordwest-Zeitung, regionale und lokale Tageszeitung; Oldenburg, Nordwest-Zeitung Verlagsges.
- Oldenburg Eins (oeins), lokaler Radiosender und Kabel-TV

Außerdem werden auf dem Gemeindegebiet diverse kostenlose Anzeigenblätter verteilt (Rasteder Rundschau, Hunte Report, Ammerländer Sonntagszeitung, Neue Zeitung Ammerland).

### Gesundheits- und Pflegewesen
In Rastede gibt es unterschiedliche Einrichtungen der stationären Altenpflege.
- AWO Wohnen & Pflegen Altenwohnanlage (seit 1974), mit einer Abteilung für Demezkranke.[12]
- Petershof Rastede, im Ortskern von Rastede
- Alten- und Pflegeheim Höpken
- AWO Trialog Wohnanlage, eine Einrichtung für psychisch Erkrankte

### Ansässige Unternehmen
Unternehmen, die überregional bekannt sind und in Rastede ihren Sitz haben:
- August Brötje GmbH (Heizungsbau)
- Daun & Cie AG (Textilindustrie)
- Führen Tuche GmbH
- Ulla Popken Junge Mode ab Größe 42 GmbH (Mode)
- ESD Feuerschutz

Daneben sind über 1600 weitere Gewerbebetriebe in Rastede angemeldet.

### Wichtige Behörden

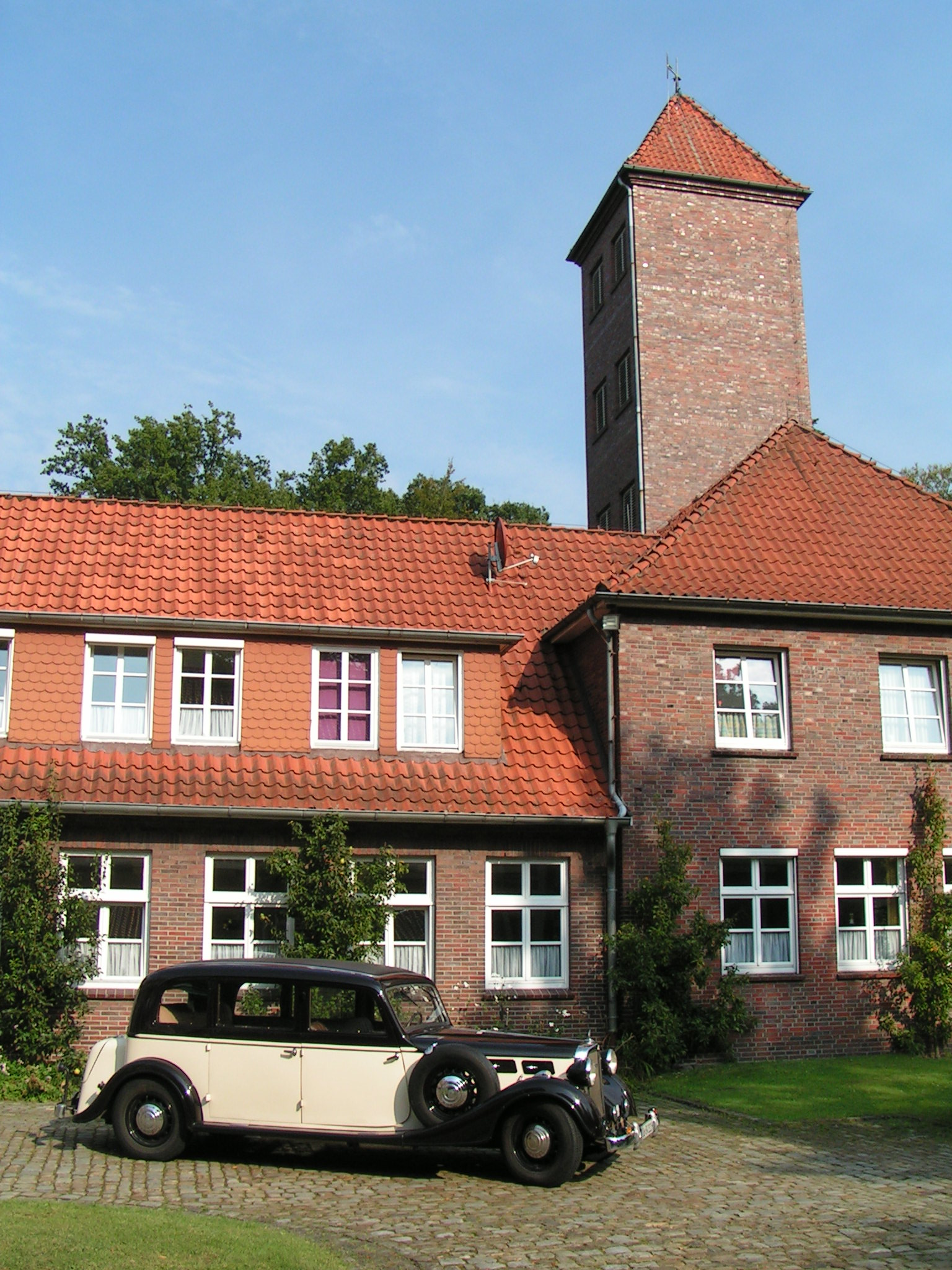
Niedersächsisches Landesamt für Brand- und Katastrophenschutz in Loy

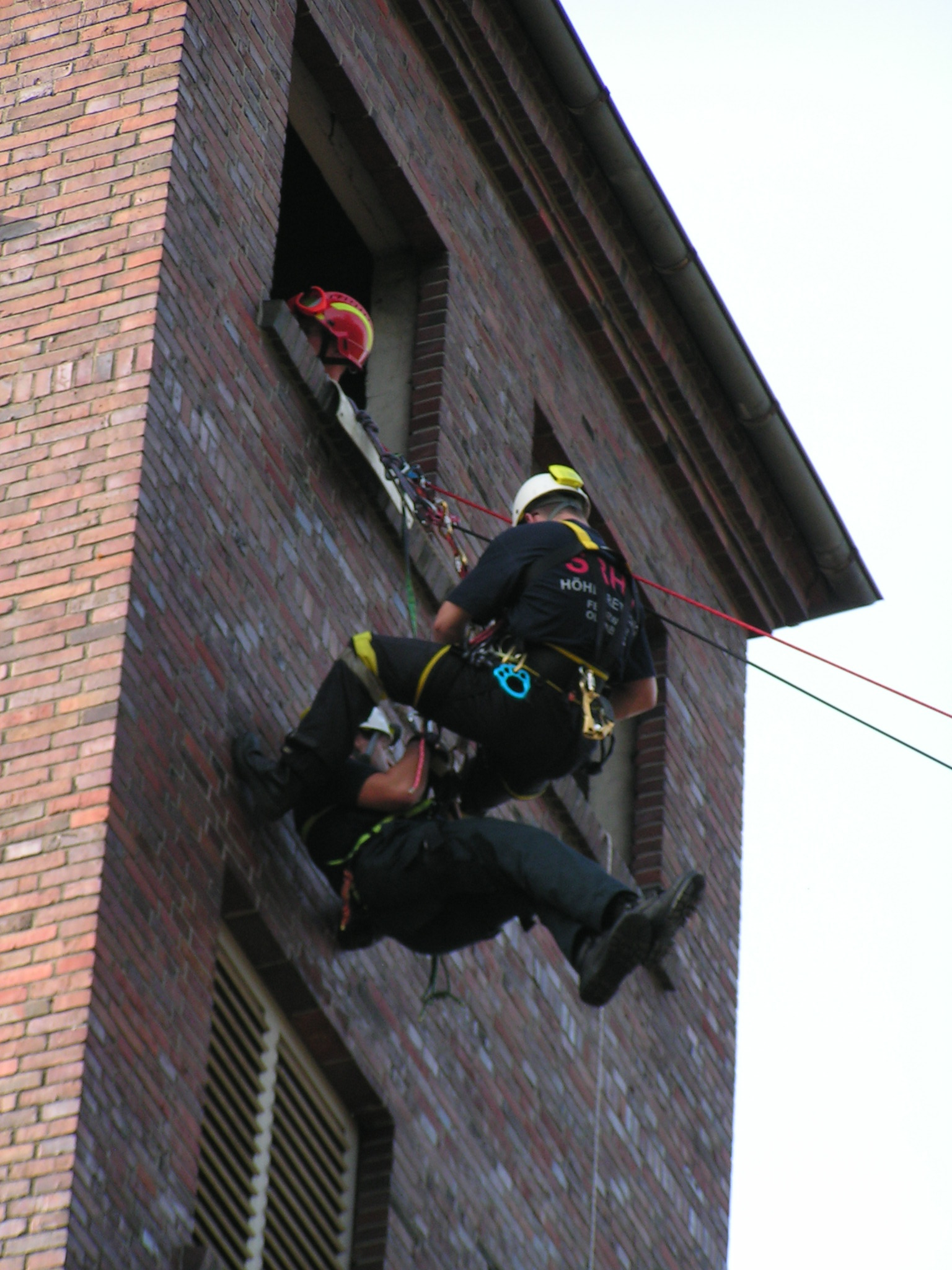
Rettungsübung am Niedersächsischen Landesamt für Brand- und Katastrophenschutz Loy

Einige hundert Meter nördlich des Autobahnkreuzes Oldenburg-Nord, direkt an der nördlichen Richtungsfahrbahn der A 29 im Ortsteil Neusüdende II, befindet sich ein Standort der Landespolizei. Hier sind sowohl ein Kommissariat der Autobahnpolizei, als auch ein Teilstandort der niedersächsischen Polizeihubschrauberstaffel stationiert.
Der Ortsteil Loy ist ein Standort des Niedersächsischen Landesamtes für Brand- und Katastrophenschutz.

### Freizeit

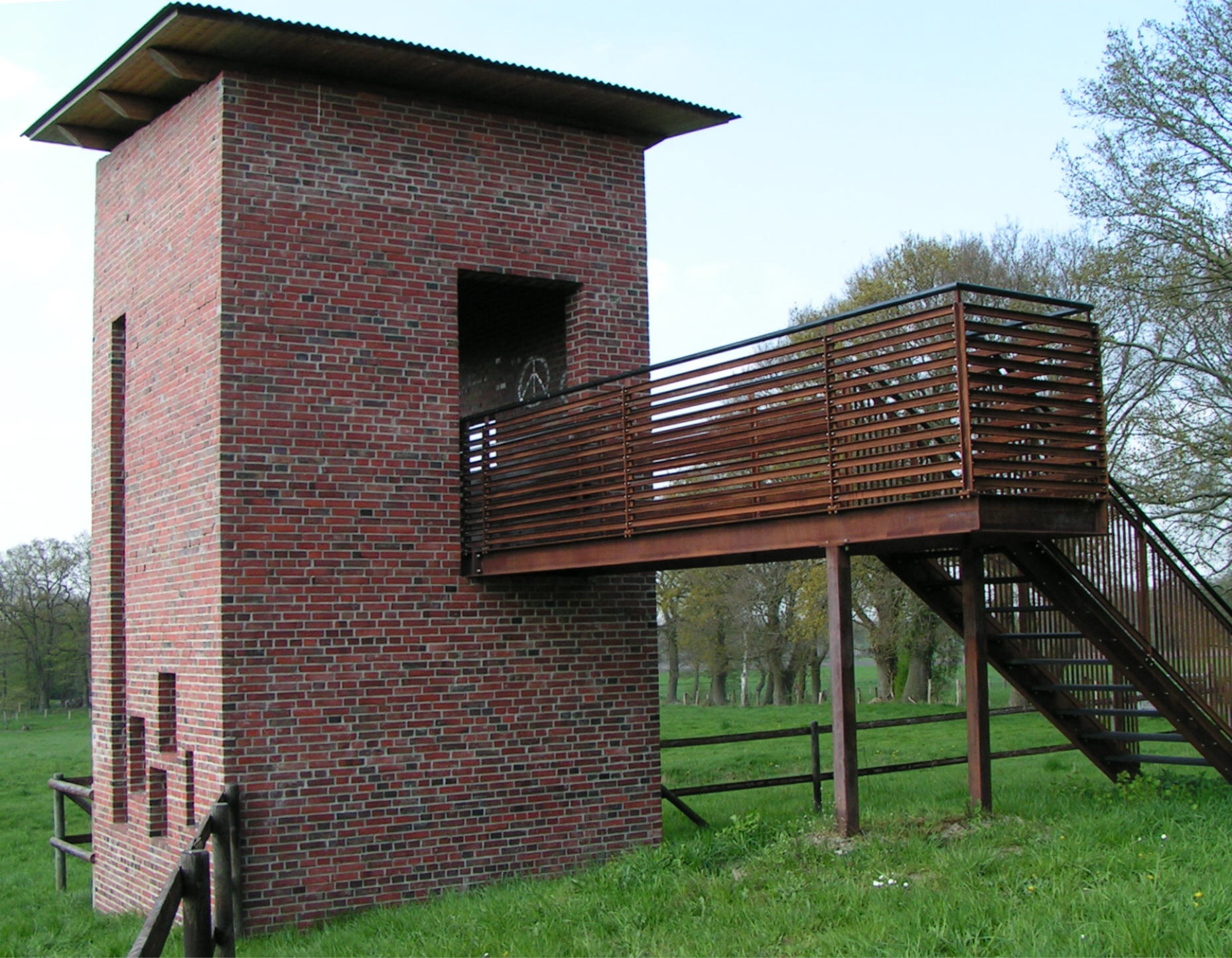
Landschaftsfenster „Geestrand“ in Hankhausen

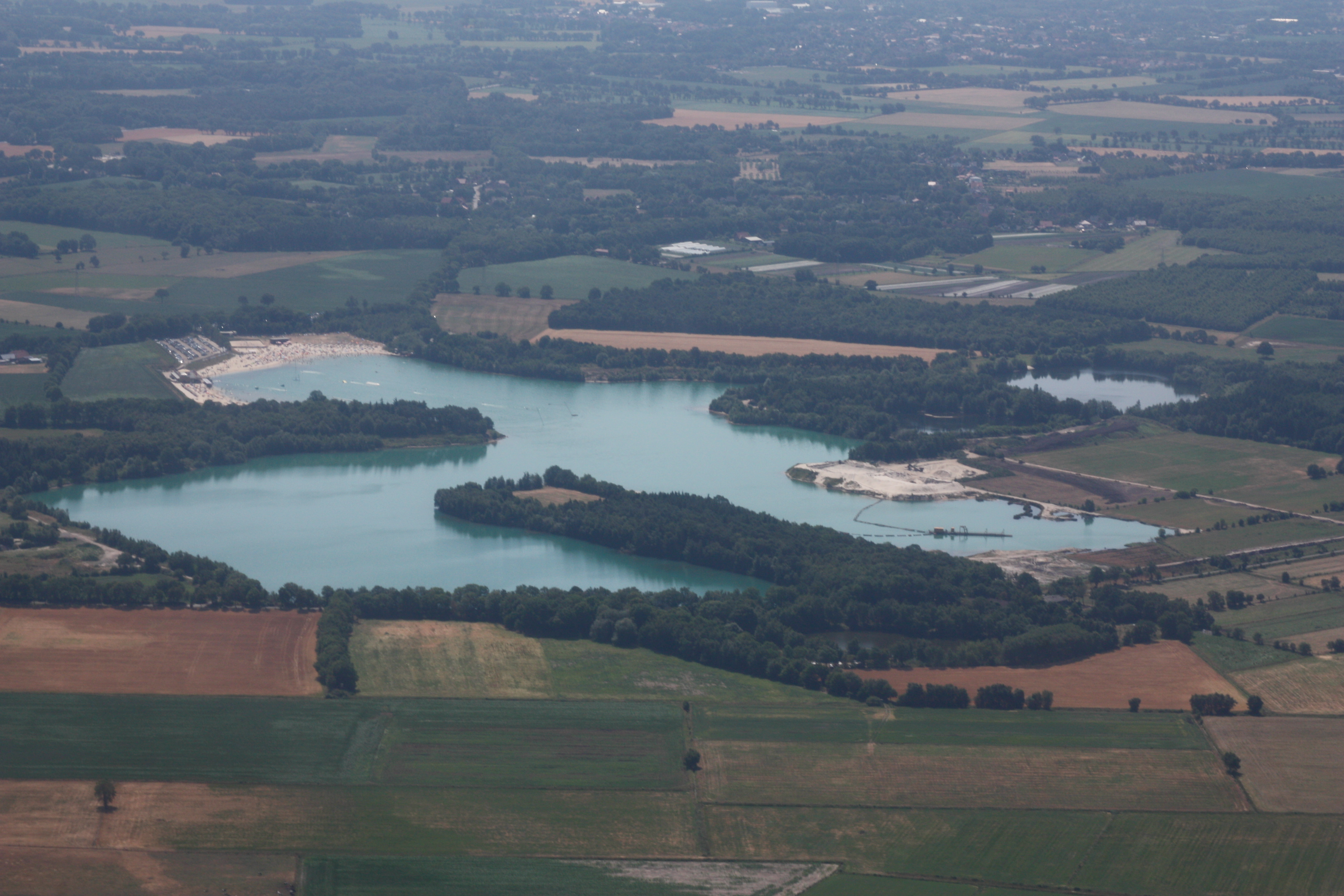
Nethener See aus der Luft

- Landschaftsfenster Geestrand (im Rahmen der Landesgartenschau 2002 errichtet)
- 7 Sport- und Mehrzweckhallen (u. a. größte Sport-/Mehrzweckhalle Niedersachsens)
- Hallenbad im Palaisgarten
- Freibad am „Stadion Mühlenstraße“
- Beach Club (BC) Nethen (Strandanlage mit Badestrand, Wasserskianlage, Volleyball, Beachsoccer, uvm.)
- Naturbad Hahn (mit Campingplatz, Bar, Grillplatz, uvm.)
- Tennisplätze (In- und Outdoor)
- Golf- und Swingolfplatz
- 3 Musikzüge/Showbands
- 7 Schießsportvereine mit den Hochburgen Leuchtenburg und Hahn
- 5 Klootschießer- und Boßelervereine mit der Hochburg Leuchtenburg
- Kart-Center (In- und Outdoor)
- Großherzögliche Anlagen (mit Schlosspark, Turnierplatz, Ellernteich, Palaisgarten, uvm.)
- Jugendzentrum „Villa Hartmann“
- Gemeinde-Bücherei „Villa Wächter“
- Stadion am Köttersweg: Spielstätte des FC Rastede[14]
- Mehrere Sportplätze im gesamten Gemeindegebiet
- Gutes Rad-, Reit- und Wanderwegnetz (verschiedene Routen in und rund um Rastede)
- Verschiedene Sportvereine und Gruppen

## Bildung
Rastede hat sechs Grundschulen in den Ortsteilen Rastede, Hahn-Lehmden, Kleibrok, Leuchtenburg, Loy und Wahnbek, eine Förderschule und eine kooperative Gesamtschule (KGS Rastede) mit den Schulzweigen Hauptschule, Realschule, Gymnasium und gymnasialer Oberstufe.

## Persönlichkeiten

### Söhne und Töchter der Gemeinde
- August I. (1783–1853), Großherzog von Oldenburg
- Helene von Düring-Oetken (1841–1931), Schriftstellerin, publizierte unter dem Pseudonym Arthur von Loy
- Hermann Schüssler (1842–1919), Bauingenieur, der in den USA mehrere Staudämme baute
- Heinrich Albrecht (1856–1931), Sozialpolitiker und Wohnungsreformer
- Erich Ahlers (1909–2004), Gartenbaudirektor in Bremen
- Dieter Decker (1946–2024), Kommunalpolitiker (CDU) und ehemaliger Bürgermeister der Gemeinde Rastede, von 1994 bis 2003 auch Landtagsabgeordneter
- Arend Agthe (* 1949), Filmregisseur

### Bedeutende Einwohner der Gemeinde
- Wilhelm Morisse (* 1870 in Brake/Utw.; † 1936 in Oldenburg), Maler und Graphiker; verbrachte einen großen Teil seines Lebens in Rastede
- Rudolf Bultmann (* 1884 in Wiefelstede; † 1976 in Marburg), Theologe; verbrachte Kindheit und Jugend in Rastede
- Otto Hersing (* 1885 in Mülhausen; † 1960 in Angelmodde), Seeoffizier und U-Boot-Kommandant im Ersten Weltkrieg
- Georg Harms-Rüstringen (* 1890 in Rüstringen; † 1955 in Rastede), Maler und Grafiker
- Wilhelm Tegtmeier (* 1895 in Barmen; † 1968 in Nethen), Maler und Grafiker
- Woldemar v. Collins (* 1910 in Riga; † 1999 in Rastede), Maler
- Heinz Frieler (* 1927 in Epe; † 1990 in Bocholt), Politiker
- Heinz Baumann (* 1928 in Oldenburg; † 2023 in München), Schauspieler und Synchronsprecher; wuchs in Rastede-Loy auf
- Dieter Zoller (* 1921 in Breslau; † 1993 in Rastede), Archäologe, Prähistoriker, Forschungsstelle für Siedlungsarchäologie im Palais in Rastede
- Ursula Regina Popken (1937–2009), Mitbegründerin des Modeunternehmens Ulla Popken, für ihr soziales Engagement ausgezeichnet mit dem Niedersächsischen Verdienstorden
- Herbert Uppendahl (* 1944 in Wehrendorf; † 1989), Politikwissenschaftler und Hochschullehrer
- Insa Bauer (* 1948 in Oldenburg), Kinderbuch-Autorin
- Jörg-Michael Hormann (* 1949 in Binnen; † 2019), Sachbuchautor, freier Publizist und Sammler mit maritimem Schwerpunkt
- Thomas Reiter (* 1958 in Frankfurt/Main), Astronaut (ESA) und General der Luftwaffe; lebt seit 1996 mit seiner Familie in Rastede-Wahnbek
- Uta Andrée (* 1971 in Jever), Studienleiterin der Missionsakademie Hamburg, frühere Oberkirchenrätin der Evangelischen Kirche Deutschland (EKD); hatte ihre erste Pfarrstelle in Rastede

## Sonstiges
1907 wurde der Fischdampfer Rastede der J. Wieting-Reederei in Bremerhaven nach Rastede benannt. Im Ersten Weltkrieg diente das Schiff als Vorpostenboot in der Kaiserlichen Marine.
Ein Streit um die Übernahme der kommunalen Müllabfuhr Rastedes durch den Landkreis führte am 23. November 1988 zum „Rastede-Urteil“, in dem das Bundesverfassungsgericht grundsätzliche Feststellungen zu Umfang und Grenzen der in Art. 28 Abs. 2 des Grundgesetzes garantierten Kommunalen Selbstverwaltung traf.
2008 fand sich die Gemeinde ungewollt in deutschen und internationalen Medien wieder, als der arbeitslose und drogenabhängige Nikolai H. am Ostersonntag einen fast 6 kg schweren Holzklotz von einer zu Rastede gehörenden Autobahnbrücke auf die A 29 warf und dabei die Beifahrerin eines zu diesem Zeitpunkt die Brücke unterfahrenden PKWs tötete.